# Domingoa
Domingoa là một chi lan trong họ Orchidaceae, gồm các loài hiện đang được công nhận tại Cuba, Hispaniola và Mona của Đại Antilles.
Chi này được miêu tả khoa học lần đầu tiên năm 1913 bởi Rudolf Schlechter. Tên của nó đề cập đến Santo Domingo.
- Domingoa gemma (Rchb.f.) Van den Berg & Soto Arenas
- Domingoa haematochila (Rchb.f.) Carabia
- Domingoa nodosa (Cogn.) Schltr. in I.Urban
- Domingoa purpurea (Lindl.) Van den Berg & Soto Arenas - Veracruz
- Domingoa × susiana Dod (D. haematochila X D. nodosa)